# Palais Corbelli-Schoeller

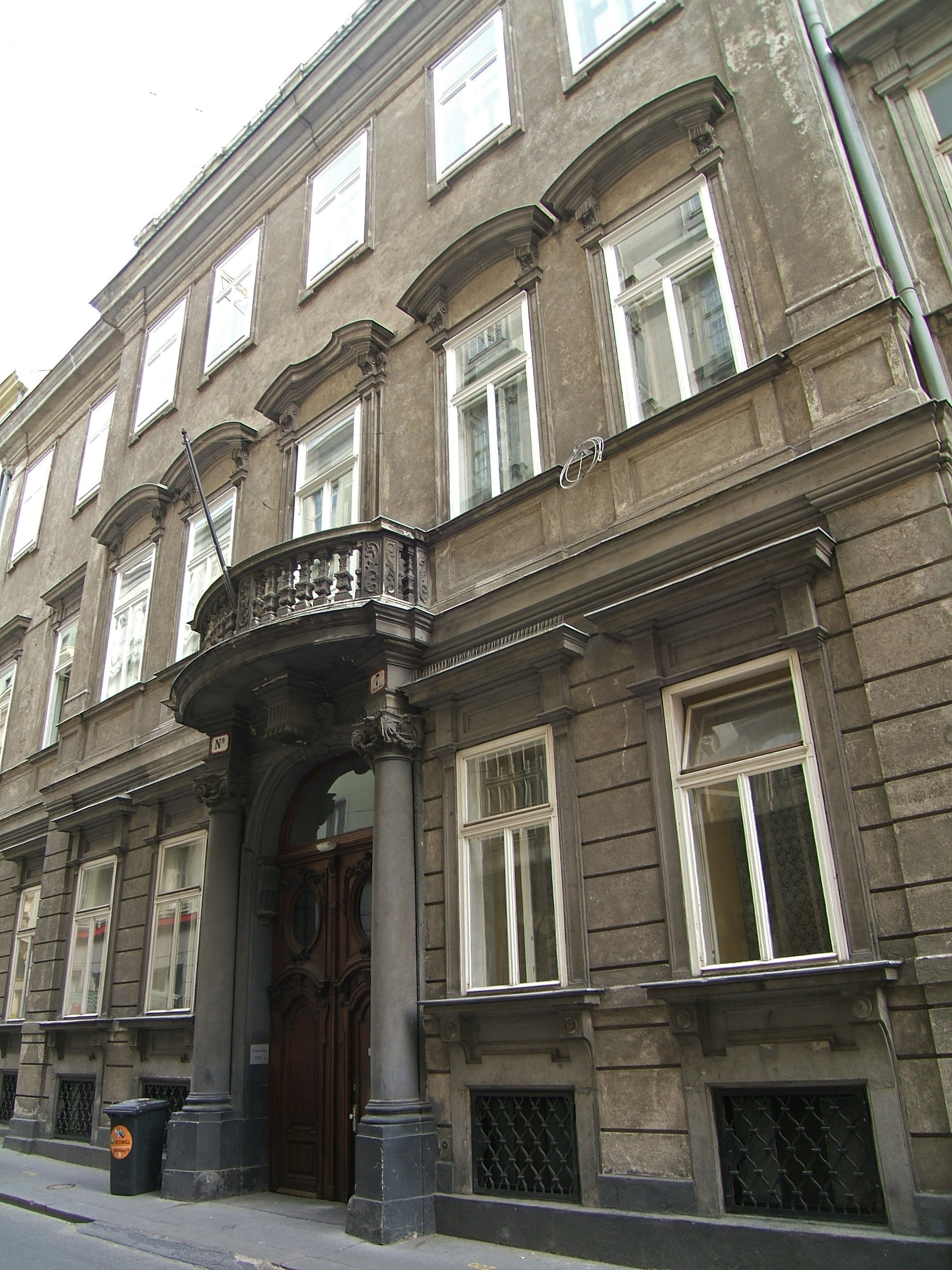
Palais Corbelli-Schoeller

Das Palais Corbelli-Schoeller befindet sich im 1. Wiener Gemeindebezirk Innere Stadt, Johannesgasse 7.

## Geschichte
Das Palais Corbelli-Schoeller wurde wahrscheinlich zwischen 1695 und spätestens 1709 erbaut und wird Johann Lucas von Hildebrandt zugeschrieben. Die wechselvolle Geschichte des Palais begann mit einem mittelalterlichen Vorgängerbau, der um 1695 in den Besitz von Johann Andreas Graf Corbelli und dessen Ehefrau kam, einer geborenen Gräfin Thurn-Valsassina. Diese verkaufte um 1709, nach dem Tod des Grafen, das Palais an Don Fernando Carl Graf Caraffa de Stigliano. 1723 kam es in den Besitz von Gräfin Maria Anna Isabella von Haussenstamm zu Heissenstein und nach weiteren Besitzwechseln 1845 an Daniel Freiherr von Eskeles und 1869 an August Zang. Nach 1890 kam das Palais dann in den Besitz von Sir Paul Eduard von Schoeller. Die Architekten Rudolf Tölk und Egon von Leutzendorf erweiterten zwischen 1909 und 1912 das Palais um einen Zubau, der 1945 zerstört wurde. Da Paul Eduard selbst kinderlos blieb, vererbte er das Palais an seinen Neffen und Adoptivsohn Gustav Neufeldt-Schoeller, dessen Nachkommen noch heute im Besitz der Liegenschaft sind. Seit 1982 ist das Palais Sitz des Institute for the International Education of Students (IES, Direktion: Saskia Stachowitsch, früher Morten Solvik).

## Beschreibung
Die neunachsige Straßenfront ist durch einen flachen fünfachsigen Mittelrisalit gegliedert. Der Risalit ist mit einer Attikabalustrade abgeschlossen. Die genutete Sockelzone ist sowohl am Mittelrisalit als auch an den Fassadenrändern mit Pilastern abgeschlossen. Die Oberzone wird von Riesenpilastern eingerahmt. Die Fenster des Sockelgeschoßes haben eine gerade Konsolenverdachung. Unter den von Konsolen getragenen Sohlbankgesimsen sind Souterrainfenster mit schönem Schmiedeeisengitter in den Parapetfeldern eingelassen. Die Fenster der Beletage sind mit gerader und im Mittelrisalit mit segmentbogenförmiger Konsolverdachung versehen. Die Parapetfelder sind durch geschichtete Putzrahmen betont. Die schlicht ausgeführten Fenster im obersten Geschoß haben einfache Putzrahmen. Das große Korbbogenportal mit erneuertem, neobarockem Tor setzt einen starken Akzent in der Fassade. Dieser wird durch die seitlichen Säulen, die einen vorgewölbten Balkon mit Balustrade tragen, verstärkt. Im Inneren führt ein zweiläufiges neobarockes Stiegenhaus in die Beletage. Der Entree, das Herrenzimmer und der ehemalige Festsaal zeichnen sich durch ihre spätklassizistische bzw. strenghistoristische Ausstattung aus.